# ميوزيك هول (بيروت)

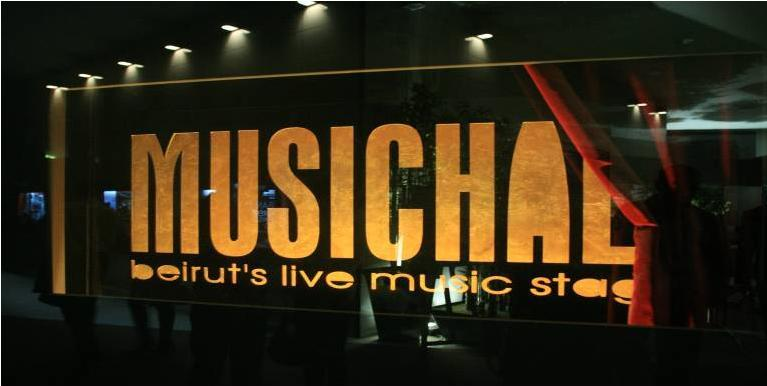
مدخل ميوزيك هول.

ميوزيك هول هو ملهى على غرار قاعات الموسيقى وهو مسرح متخصص في مجال الترفيه الحية والثقافية وصناعة الترفيه. يقع في مركز ستاركو في شارع عمر الداعوق بين شارع بترو باولي وشارع الفيكونت دوشاتوبريان في وسط مدينة بيروت، لبنان. 
تم افتتاح ميوزك هول في عام 2003 من قبل مؤسسها ومالكها المشارك ميشال ألفتريادس الذي حول السينما القديمة إلى مسرح وملهى مع مزيج من الأعمال المحلية والأجنبية. مع ما يصل إلى اثني عشر فناناً وفرق موسيقية يؤدون فقرات كل ليلة اشتهر ميوزك هول سريعًا وأصبح مكان الموسيقى الحية الأول في لبنان وأحد أكثر أماكن الحياة الليلية العصرية. تركز أساليب الأداء في المكان بشكل أساسي على دمج الموسيقى العالمية ولكنها تشمل أيضًا موسيقى الجاز والبوب والموسيقى التقليدية والبل كانتو وستاند أب كوميدي وأنواع أخرى من الفنون. 
لقد كان ميوزيك هول مفهومًا أصليًا ورائدًا ولا يزال مكانًا ليليًا فريدًا من نوعه في منطقة الشرق الأوسط وشمال إفريقيا. 
تعتبر قاعة ميوزيك هول الأصلية التي أنشئت في بيروت عام 2003 قاعة مخصصة للأنشطة الموسيقية التي يقدمها أفضل الموسيقيين. في 2013، تم افتتاح النُسخة ذات الخمس نجوم من هذه القاعة في منتجع «جميرا زعبيل سراي» الفاخر بنخلة جميرا، دبي. «ميوزيك هول» هو عبارة عن مسرح ومتنزه ترفيهي ليلي، كما يقدم المأكولات الفاخرة والمشروبات الرائعة. كل ليلة مختلفة عن الأخرى في هذا المكان، حيث لا تتشابه ليلتان على الإطلاق. يمكن أن تستمتع بعشرة عروض موسيقية حية متنوعة الثقافات على الأقل، تتنوع بين «الروك» و«اللاتيني» و«الريجا» و«الجاز» و«السالسا». يقوم مؤسّس «ميوزيك هول» مايكل إليفيرليد الذي يجمع بين الجنسيتين اليونانية واللبنانية، باختيار كل العروض الموسيقية بعناية فائقة. يشتمل كل عرض على ثلاث أغنيات يفصل بينها فاصل مدته 15 دقيقة، وهو الوقت المخصص للاختيارات الخاصة والصعود إلى المنصة، أو لتناول المأكولات. يفتح النادي أبوابه ليالي الخميس والجمعة والعطلات فقط.   
وفي عام 2008، أنشئت ميوزك هول شركة لمنح حق الامتياز والاهتمام في منح الامتيازات أو الحق في استغلال علامتهم التجارية وأعرب عن هذا المفهوم في عدد من المدن في مختلف أنحاء العالم، بما في ذلك ساو باولو ودبي والقاهرة واسطنبول والدوحة. كان من المقرر افتتاح أول امتياز لشركة ميوزك هول في قطر في أوائل عام 2009 ولكن بسبب الأزمة المالية المستمرة تم تأجيل الافتتاح. 

## روابط خارجية
- قناة الجزيرة تتحدث عن ميوزك هول (ديسمبر 2008)
- نصوص من CNN's Your World Today (بثت في 20 نوفمبر 2006)
- ميوزك هول بيروت في نيويورك تايمز (29 أبريل 2010)
- أخبار الخليج: ميوزك هول (1 ديسمبر 2011)